# اس‌اس استالینگراد
اس‌اس استالینگراد (به انگلیسی: SS Stalingrad) یک زیردریایی بود. این زیردریایی در سال ۱۹۳۳ ساخته شد.